# Mika Newton
Mika Newton (en ukrainien : Мiка Ньютон), de son vrai nom Oksana Stefanivna Hrytsai (en ukrainien : Оксана Стефанівна Грицай), née le 5 mars 1986, est une chanteuse ukrainienne originaire de Bourchtyn. Représentant l'Ukraine au Concours Eurovision de la chanson 2011, elle s'est classée 4e.

## Biographie
Mika chante à l'âge de 9 ans, passionnée par la chanteuse canadienne Avril Lavigne.
En 2004, elle participe à la révolution orange.
Candidate malheureuse à la présélection ukrainienne à l'Eurovision 2005 à Kiev, elle est choisie pour représenter son pays au Concours Eurovision de la chanson 2011 à Düsseldorf avec la chanson Angel. Elle se classe 4e.

## Vie privée
Newton est mariée l'agent artistique Chris Saavedra. Sa sœur, Liliya Hrytsai, sert dans l'armée ukrainienne depuis l'invasion russe de l'Ukraine en 2022.

## Discographie
- 2005 — «Аномалия» (Anomalie)

1. «Тёплая река»
2. «Цунами»
3. «Пожарные»
4. «В плену»
5. «Лунопарк»
6. «Аномалия»
7. «Радио девочка»
8. «Факт»
9. «Белые лошади»
10. Yes
11. «Арлекино»
12. «В плену» МН feat. Потап (Plankovsky remix)
13. I’m sorry

- 2006 — «Тёплая река» (Warm River)

1. «Аномалия»
2. «Арлекино»
3. «В плену»
4. «Пожарные»
5. «Факт»
6. «Лунопарк»
7. Yes
8. «Цунами»
9. «Убежать»
10. «Белые лошади»
11. «Радио девочка»

- 2008 — «Эксклюзив»

1. «Выше, чем любовь» (OST т/с «Я лечу»)
2. «Шерше ля фам»
3. Moscow calling (ft. Bryats-Band & White) (clip version)
4. Moscow calling (ft. Bryats-Band & White) (other version)
5. «Таешь»
6. «Сдавайся мне»
7. «Извини»
8. I am sorry